# Anoba herceus
Anoba herceus là một loài bướm đêm trong họ Erebidae.